# Banyumudal (Buayan)
Banyumudal is een bestuurslaag in het regentschap Kebumen van de provincie Midden-Java, Indonesië. Banyumudal telt 4286 inwoners (volkstelling 2010).